# Historia de los ministerios de Comercio de España
Este artículo trata sobre los ministerios españoles que, a lo largo de la historia, han asumido competencias en política comercial.

## Historia
La acción de Gobierno en el ámbito de Comercio dentro de los límites históricos del constitucionalismo español puede rastrearse hasta principios del siglo XIX. Mediante el Real decreto de 9 de noviembre de 1832 se creó el Ministerio de Fomento, que incluía entre sus compentecias el comercio interior y exterior; la industria, las artes, oficios y las manufacturas.
La incardinación orgánica de Comercio en Fomento se mantuvo hasta 1928. Incluso, durante el periodo 1900-1905, el Departamento se denominó de Agricultura, Industria, Comercio y Obras Públicas. Por otro lado, en 1910 se creó la Dirección General de Comercio, Industria y Trabajo.
El Real Decreto de 21 de febrero de 1922 creó el Ministerio de Trabajo que asumió las competencias sobre Industria y Comercio. Seis años después se incorporaron al recién creado Ministerio de Economía Nacional, que desde el Decreto de 16 de diciembre de 1931, ya bajo la II República, pasó a denominarse Ministerio de Agricultura, Industria y Comercio.
Tan solo dos años después, el Departamento se suprimía y se creaba, por un lado el de Ministerio de Agricultura y por otro el de Industria y Comercio, que por primera vez en la historia contaba con un Departamento dedicado en exclusiva a gestionar estos asuntos.
El nuevo Ministerio mantuvo su denominación y competencias hasta 1951, en que de nuevo se escindió, al crearse dos Departamentos: Industria y Comercio. En 1980 se suprime el Ministerio de Comercio y mediante Real Decreto 1966/1980, de 3 de octubre esta área quedó integrada en un nuevo Ministerio de Economía y Comercio con rango de Secretaría de Estado. Ha permanecido en ese Departamento durante 24 años, excepto en el periodo 1991-1993 (Ministerio de Industria y Comercio) y en el periodo 1993-1996 (Ministerio de Comercio y Turismo).
En 2004, tras la victoria electoral de José Luis Rodríguez Zapatero, Comercio e Industria se refundieron de nuevo bajo una única estructura ministerial, tras 53 años (excepto en el mencionado bienio 1991-1993), con la creación del Ministerio de Industria, Turismo y Comercio. Sin embargo, en la X Legislatura, desde el 22 de diciembre de 2011, este ámbito pasó de nuevo a integrarse en el Ministerio de Economía.
Tras la moción de censura contra Mariano Rajoy de 2018 y la formación del nuevo Gobierno de Pedro Sánchez en junio de 2018, Comercio vuelve a integrarse con Industria y Turismo, recuperando la estructura de 2004. No obstante, en la XV Legislatura, que comienza en 2023, el área de Comercio retorna al Ministerio de Economía.

## Lista de Secretarios de Estado de Comercio
- Agustín Hidalgo de Quintana y Torroba (1981-1982) (1).
- Luis de Velasco Rami (1982-1986) (1).
- Miguel Ángel Fernández Ordóñez (1986-1988) (1).
- Apolonio Ruiz Ligero (1988-1991) (1).
- Miguel Ángel Feito Hernández (1991-1993) (1).
- Apolonio Ruiz Ligero (1993-1996) (2).
- José Manuel Fernández Norniella (1996-1998) (3)
- Elena Pisonero Ruiz (1998-2000) (3)
- Juan Costa Climent (2000-2003) (4)
- Francisco Utrera Mora (2003-2004) (4)
- Pedro Mejía Gómez (2004-2008) (5).
- Silvia Iranzo Gutiérrez (2008-2010) (1).
- Joan Mesquida Ferrando (2010-2011) (6).
- Alfredo Bonet Baiget (2010-2011) (2).
- Jaime García Legaz (2011-2016) (1)
- María Luisa Poncela García (2016-2018) (1)
- Xiana Margarida Méndez Bertolo (2018-2024) (1)
- Amparo López Senovilla (2024- ) (1)

(1) Comercio.
(2) Comercio Exterior.
(3) Comercio y Turismo y PYME.
(4) Comercio y Turismo.
(5) Turismo y Comercio.
(6) Turismo y Comercio Interior

## Lista de Subsecretarios de Comercio
- Eduardo Peña Abizanda (1976-1977)
- Carlos Bustelo y García del Real (1977-1979)
- Agustín Hidalgo de Quintana (1979-1981)
- Javier Landa Aznárez (1993) - Subsecretario de Comercio y Turismo -
- Ángel Serrano Martínez-Estéllez (1993-1996) - Subsecretario de Comercio y Turismo -

## Lista de directores generales
- Dirección General de Comercio Interior
  - Carmen Cárdeno Pardo (2011-2017)
  - Teresa de Jesús Sánchez Armas (2011)
  - Ángel Allue Buiza (2010-2011)
  - José Luis Marrero Cabrera (1996-2000)
  - Francisco Javier de Paz Mancho (1993-1996)
  - Antonio Castañeda Boniche (1982-1993)
  - José Guilló Fernández (1980-1982)
  - Félix Pareja Muñoz (1976-1980)
- Dirección General de Comercio Exterior
  - Luis Carderera Soler (1996-1998)
  - Francisco Javier Sansa Torres (1991-1996)
  - Francisco Javier Landa Aznárez (1988-1991)
  - Fernando Gómez Avilés-Casco (1985-1988)
- Dirección General de Exportación
  - Apolonio Ruiz Ligero (1982-1985)
  - Juan María Arenas Uria (1978-1982)
  - Rodolfo Gijón Belmonte (1976-1978)
- Dirección General de Política Comercial y Competitividad
  - José Luis Kaiser Moreiras (2018-2019)
  - Antonio García Rebollar (2017-2018)
  - Carmen Cárdeno Pardo (2017)
- Dirección General de Política Comercial
  - Julián Conthe Yoldi (2024- )
  - Juan Francisco Martínez García (2020-2024)
  - Ángel Allué Buiza (2008-2010)
  - Ignacio Cruz Roche (2004-2008)
  - Carlos Jiménez Aguirre (2003-2004)
  - Manuel Lagares Gómez-Abascal (2000-2003)
  - Alicia Montalvo Santamaría (1999-2000)
  - Álvaro Rengifo Abbad (1996-1998)
  - Luis Ruiz Arbeloa (1994-1996)
  - Pedro Jesús Mejía Gómez (1990-1994)
  - Jaime Francisco Comenge Puig (1988-1990)
  - Fernando Merry del Val y Díez de Rivera (1987-1988)
  - Apolonio Ruiz Ligero (1985-1987)
  - Juan Badosa Pagés (1982-1985)
  - Pedro Solbes Mira (1979-1982)
  - José María Jerez y de Rojas (1977-1979)
- Dirección General de Política Arancelaria
  - Aniceto Moreno Moreno (1982-1985)
  - Jaime García-Murillo Ugena (1982)
  - José Ramón Bustelo y García del Real (1975-1982)
- Dirección General de Comercio Internacional e Inversiones
  - Alicia Rocío Varela Donoso (2022- )
  - María Paz Ramos Resa (2018-2022)
  - José Luis Káiser Moreiras (2016-2018)
  - Antonio José Fernández-Martos Montero (2014-2016)
- Dirección General de Comercio e Inversiones
  - Antonio José Fernández-Martos Montero (2012-2014)
  - José Carlos García de Quevedo Ruiz (2010-2012) (*)
  - Antonio Sánchez Bustamante (2008-2010) (*)
  - Óscar Jaime Vía Ozalla (2004-2008)
  - Enrique Alejo González (2002-2004)
  - Luis Cacho Quesada (2000-2002)